# Паласиос, Франсиско
Франсиско Паласиос (исп. Francisco Palacios; род. 25 мая 1977 года, Бронкс, Нью-Йорк, США) — пуэрто-риканский боксёр-профессионал, выступающий в первой тяжёлой весовой категории.

## Любительская карьера
Начал заниматься боксом в 2000 году учась в колледже Ex College B-ball. В 2001 году занял первое место на чемпионате штата Флориды. В этом же году дошёл до полуфинала чемпионата США. Проводил конкурентные поединки с известными американцами Дэвином Варгасом и Чаззом Уизерспуном. Оба проиграл дисквалификацией за нарушение правил.

## Профессиональная карьера
На профессиональном ринге дебютировал в марте 2004 года в США. В 2008 году завоевал региональный титул WBA Fedelatin в первой тяжелый весовой категории.
В апреле 2011 года вышел на ринг с чемпионом мира, поляком Кшиштофом Влодарчиком. Спорным решением победил чемпион, и нанёс Паласиосу первое поражение в карьере.
В 2012 году состоялся реванш, в котором Влодарчик более уверенно переиграл по очкам Франсиско Паласиоса.
10 апреля 2015 года в бою за титул WBA International проиграл нокаутом в первом раунде российскому боксёру Дмитрию Кудряшову.